# 1,6-diidrossicicloesa-2,4-diene-1-carbossilato deidrogenasi
La 1,6-diidrossicicloesa-2,4-diene-1-carbossilato deidrogenasi è un enzima appartenente alla classe delle ossidoreduttasi, che catalizza la seguente reazione:
(1R,6R)-1,6-diidrossicicloesa-2,4-diene-1-carbossilato + NAD+ ⇄ catecolo + CO2 + NADH + H+